# Ніссі (волость)
Ні́ссі (ест. Nissi vald) — волость в Естонії, одиниця самоврядування в повіті Гар'юмаа з 21 травня 1992 до 24 жовтня 2017 року.

## Географічні дані
Площа волості — 264,9 км2, чисельність населення на 1 січня 2017 року становила 2834 особи.

## Населені пункти
Адміністративний центр — селище Рійзіпере.
На території волості розташовувалися:
2 селища (alevik): Рійзіпере (Riisipere), Турба (Turba);
17 сіл (küla):
Ауде (Aude), Вілумяе (Vilumäe), Вірукюла (Viruküla), Елламаа (Ellamaa), Ківітаммі (Kivitammi), Легету (Lehetu), Лепасте (Lepaste), Маділа (Madila), Муналаскме (Munalaskme), Мусту (Mustu), Нурме (Nurme), Одулемма (Odulemma), Регемяе (Rehemäe), Сійміка (Siimika), Табара (Tabara), Юр'ясте (Ürjaste), Яаніка (Jaanika).
1 березня 2017 року село Регемяе відійшло до волості Ляене-Ніґула повіту Ляенемаа. EHAK-код волості змінений з 0518 на 0517.

## Історія
21 травня 1992 року Ніссіська сільська рада була перетворена у волость зі статусом самоврядування.
1 листопада 1993 року, після проведення місцевих виборів, на відокремленій від волості частині території утворене нове самоврядування — волость Керну.
21 липня 2016 року на підставі Закону про адміністративний поділ території Естонії Уряд Республіки прийняв постанову № 82 про утворення нової адміністративної одиниці — волості Сауе — шляхом об'єднання територій міського самоврядування Сауе й трьох волостей: Керну, Ніссі й Сауе. Зміни в адміністративно-територіальному устрої, відповідно до постанови, мали набрати чинності з дня оголошення результатів виборів до ради нового самоврядування.
15 жовтня 2017 року в Естонії відбулися вибори в органи місцевої влади. Утворення волості Сауе набуло чинності 24 жовтня 2017 року. Волость Ніссі вилучена з «Переліку адміністративних одиниць на території Естонії».

## Керівництво волості
Старійшини волості
- ? — 27 квітня 2017 Пеедо Кессел (Peedo Kessel)
- 27 квітня 2017 — 24 жовтня 2017 Ерміл Міґґур (Ermil Miggur)[8]

Голови волосної ради
- ?—2017 Кайдо Каталсепп (Kaido Katalsepp